# Faride Raful
Faride Virginia Raful Soriano (Santo Domingo, 24 ottobre 1979) è un avvocato, politica, conduttrice radiofonica e conduttrice televisiva dominicana.
È ministro dell'interno e della polizia, carica che ricopre dal 16 agosto 2024. È la prima donna a ricoprire tale carica dai tempi di Rosa Julia de la Cruz nel 1980, nominata dell'allora presidente Antonio Guzmán Fernández.
È stata senatrice del Partito Rivoluzionario Moderno (PRM) per il Distrito Nacional dal 16 agosto 2020 al 16 agosto 2024.

## Biografia
Nata nella città di Santo Domingo, è figlia del politico e poeta Tony Raful Tejada (figlio di Carmela Tejada e Pedro Raful, commerciante libanese), vincitore del Premio Nacional de Literatura de la República Dominicana nel 2014, e di Gray Soriano de Raful, avvocato e politologa.
Ha studiato giurisprudenza presso la Pontificia Universidad Católica Madre y Maestra; ha conseguito un master in diritto delle telecomunicazioni e informatica presso l'Università Carlos III di Madrid, un diploma post-laurea in diritto dell'informazione presso l'Università di Salamanca e una specializzazione in diritto d'autore e diritti connessi presso l'Università delle Ande a Mérida, in Venezuela.
In radio Raful ha lavorato come conduttrice e produttrice radiofonica di Sin Tacones Ni Corbatas su 95.7FM La Nota e di Voces Propias su Z101. In televisione ha lavorato come conduttrice televisiva presso NCDN.

## Carriera politica
Nelle elezioni congressuali del 2010, fu la candidata del Partito Rivoluzionario Dominicano per la carica di deputato del Distrito Nacional, ma perse. Sei anni dopo, si candidò di nuovo per la carica di deputato, questa volta per il Partito Rivoluzionario Moderno, vincendo un seggio nella camera bassa del Congresso dominicano.
Nelle elezioni generali nella Repubblica Dominicana del 2020 è stata eletta senatrice per il Distrito Nacional, battendo Rafael Paz del Partito della Liberazione Dominicana e Vinicio Castillo del Partito Riformista Social Cristiano. È diventata anche portavoce del suo partito al Senato.
Il 31 luglio 2024, il presidente Luis Abinader ha pubblicato il decreto 420-24 contenente la designazione della senatrice Faride Raful come nuovo ministro dell'Interno e della Polizia della Repubblica Dominicana, con effetto dal 16 agosto 2024.